# شهرستان یانگشین (شاندونگ)
شهرستان یانگشین (به انگلیسی: Yangxin County) یک شهرستان در چین است که در بینژو (شاندونگ) واقع شده‌است. شهرستان یانگشین ۸٫۸ متر بالاتر از سطح دریا واقع شده‌است.